# Centre des sciences naturelles de Prato
Le Centre des sciences naturelles de Prato, situé dans l'aire naturelle protégée de Monteferrato sur la commune de Prato, en Italie, est géré par une fondation dotée d'un musée consacré à l'archéologie et à la paléontologie. Il dispose également d'un parc dans lequel vivent des animaux en liberté.
Il abrite depuis 2007 un chevreuil doté d'un bois unique au milieu du front : le directeur du parc a déclaré à cette occasion que ce type de naissance pourrait être à l'origine de la légende de la licorne.